# Spurrinne

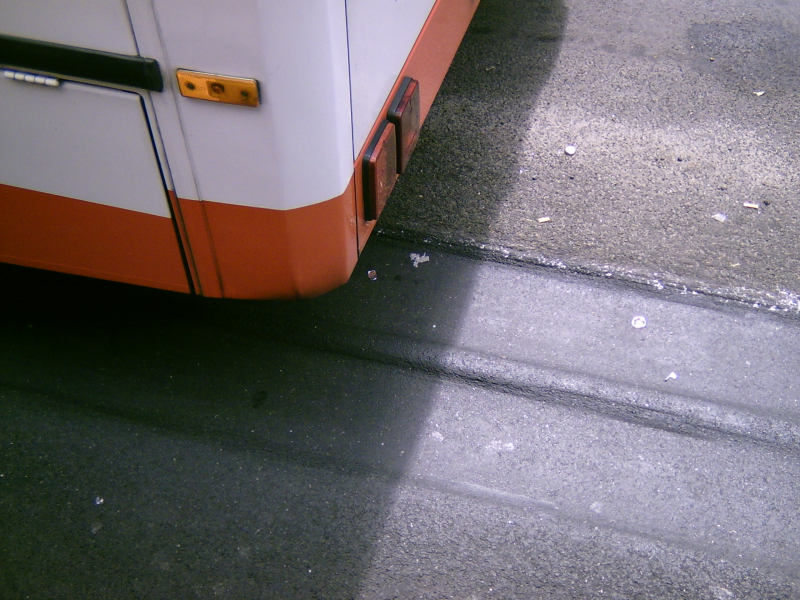
Spurrinnen von Zwillingsreifen eines Busses an einer Haltestelle

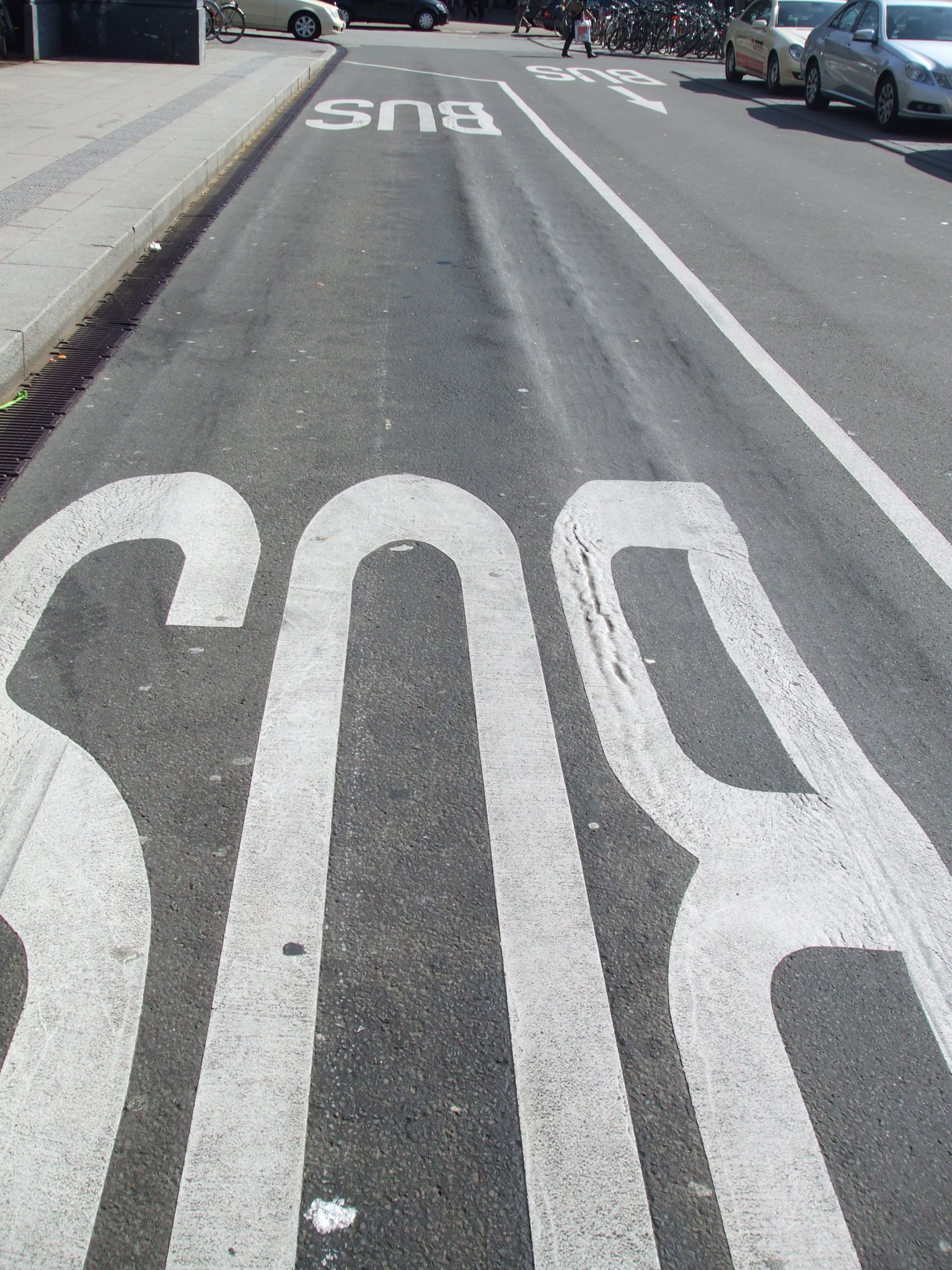
Ausgeprägte Spurrinnen im Bereich einer Bushaltestelle

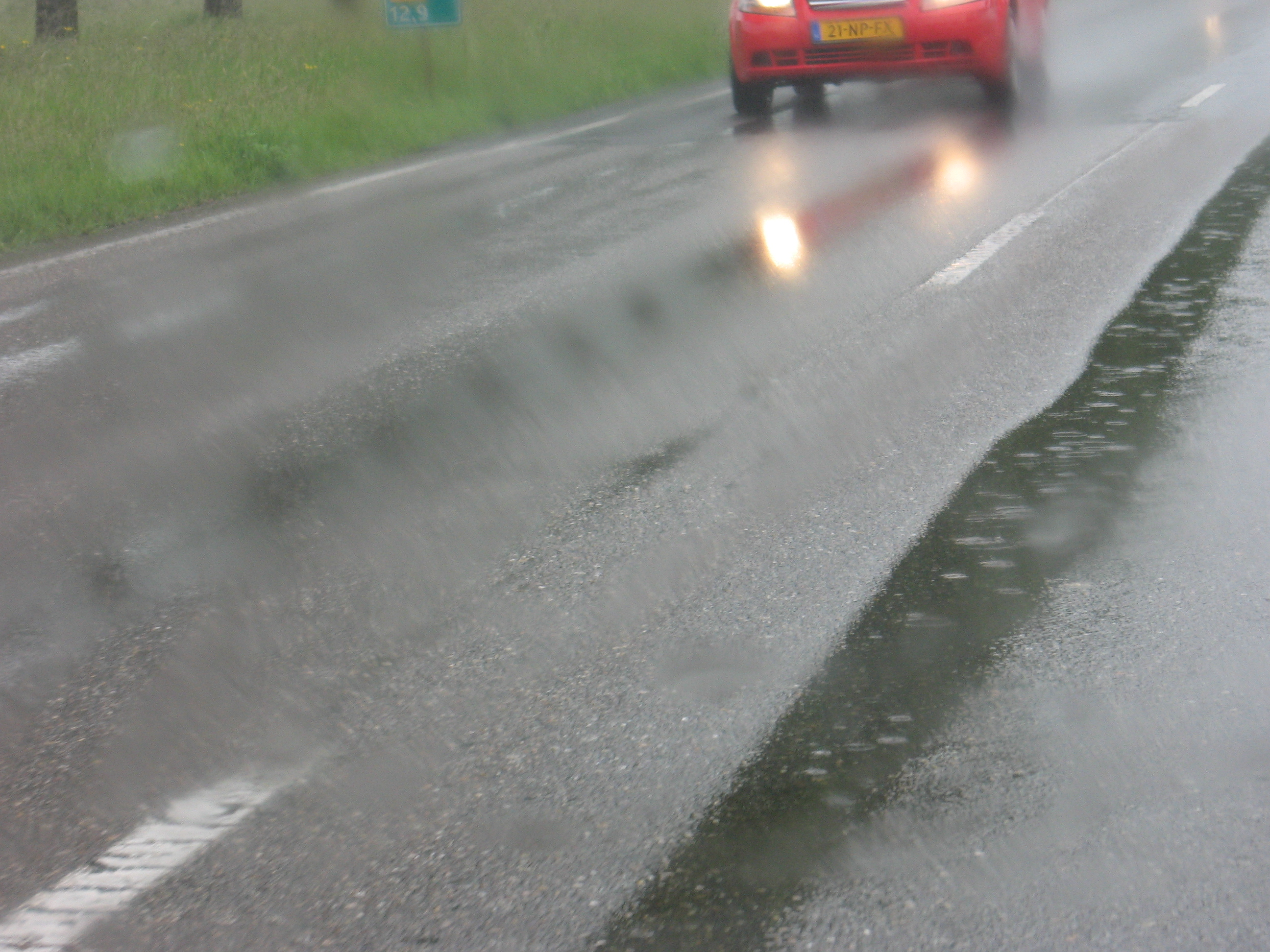
Spurrinnen bei Regen

Spurrinnen (umgangssprachlich auch Spurrillen genannt) zählen zu den Straßenschäden und sind in Straßenlängsrichtung verlaufende Fahrbahnvertiefungen, die vor allem durch Verdrückung und Nachverdichtung des Asphalts infolge der Einwirkung von hohen Radlasten aus Schwerlastverkehr entstehen. Besonders im Bereich von Langsamfahrstellen, Buswarteflächen, Steigungsstrecken oder Knotenpunkten treten häufig im Laufe der Zeit Spurrinnen auf. Bei Betonstraßen spielt die Spurrinnenbildung aufgrund der hohen Festigkeit des Betons dagegen eine untergeordnete Rolle.
Spurrinnen verändern die Querneigung der Fahrbahn und verhindern, dass das Oberflächenwasser rasch abgeleitet wird. Das in den Vertiefungen gesammelte Oberflächenwasser beeinträchtigt die Verkehrssicherheit, da Aquaplaning (Wasserglätte) entstehen kann. 

## Ursachen
Anders als Beton ist Asphalt aufgrund seines Bindemittels Bitumen ein thermoplastischer Straßenbaustoff, was ihn insbesondere bei hohen Temperaturen und starken Belastungen anfällig für Verformungen macht. Treten dann noch weitere Faktoren hinzu, kann es zur Spurrinnenbildung kommen.
Folgende Faktoren können eine Spurrinnenbildung bewirken:
- Zu schwache Bemessung (Dicke) des Asphaltoberbaus
- Falsche Mischgutsorte(n)
- Fehlerhaftes Mischgut
- Fehler beim Asphalteinbau (insbesondere Temperatur und Verdichtung)
- Mangelhafter Schichtenverbund zwischen den Asphaltschichten
- Systematische Unregelmäßigkeiten in der Tragschicht (z. B. überasphaltierte Gleisanlagen)

## Sanierung
Im Rahmen der Straßenunterhaltung müssen Streckenabschnitte bzw. Fahrbahnbereiche mit ausgeprägten Spurrinnen saniert werden. Im Falle weniger ausgeprägter Spurrinnen kommen Instandsetzungsmaßnahmen zum Einsatz. Dazu zählt das Abfräsen (Feinfräsen) der Aufwölbungen und Verdrückungen, um wieder eine ebene Oberfläche herzustellen. Diese Methode stellt eine relativ kostengünstige und einfache Sanierungsmethode dar, bringt jedoch eine Dickenverminderung des Asphaltoberbaus mit sich. Des Weiteren besteht die Möglichkeit, einen ausgleichenden Dünnschichtbelag (DSK oder DSH) aufzutragen. Können die oben genannten Verfahren nicht angewendet werden, kommt nur der vollständige Aus- und Wiedereinbau der Asphaltdeck- und ggf. Asphaltbinderschichten in Betracht.
Um die Bildung von Spurrinnen im Vorfeld zu verhindern, ist es wichtig, dass sowohl das richtige Mischgut verwendet wird als auch dass der Einbau des Mischgutes korrekt durchgeführt wird. Mit Hilfe von aufhellenden Gesteinskörnungen in der Deckschicht und dem Einbau einer verformungsbeständigen Asphaltbinderschicht können Spurrinnen vermieden werden. Aussagen zur Verformungsbeständigkeit der Asphaltbinderschicht lassen sich durch den Spurbildungsversuch machen.
Erforscht wird gegenwärtig die Kühlung von Asphaltbelägen. In Zusammenhang mit einer Freiflächenheizung kann die Straße so im Winter schnee- und eisfrei gehalten und im Sommer gekühlt werden (Nutzung des Asphaltbelages als Sonnenkollektor). Durch die Senkung der Temperatur im Asphalt kann die Spurrinnenbildung vermindert werden.

## Normen und Standards
Deutschland
- Merkblatt für Ebenheitsprüfungen
- Technische Prüfvorschriften für Ebenheitsmessungen auf Fahrbahnoberflächen in Längs- und Querrichtung (TP Eben)